# Poznańczyk (pociąg pancerny)

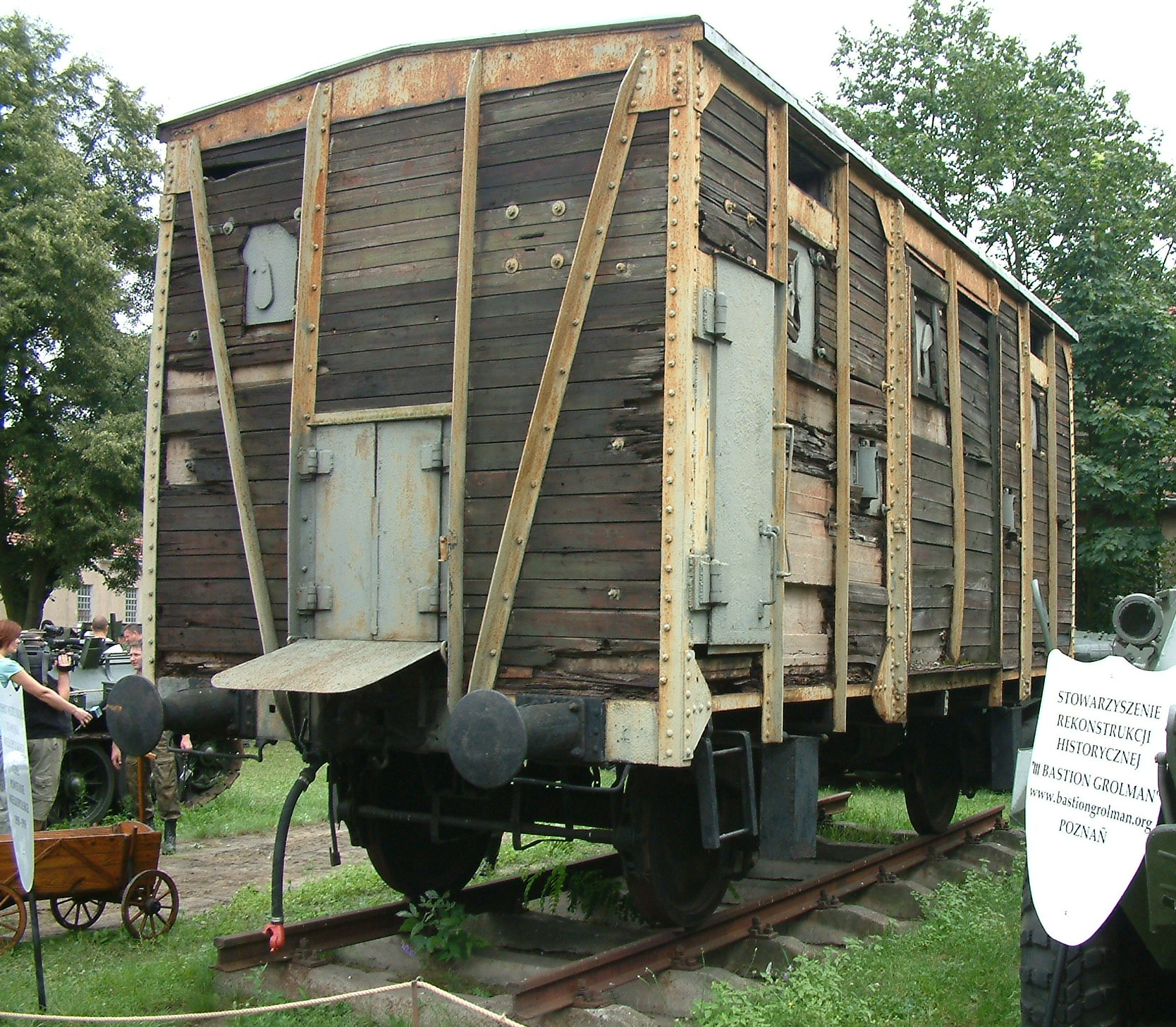
Jeden z wagonów ze składu „Poznańczyka” z okresu powstania wielkopolskiego, Muzeum Broni Pancernej Centrum Szkolenia Wojsk Lądowych w Poznaniu

Pociąg Pancerny „Poznańczyk” (Nr 11 od 1918 do 1921, Nr 9 od 1921 do 1939, Nr 12 w 1939) – polski pociąg pancerny z okresu powstania wielkopolskiego i wojny polsko-bolszewickiej, a po ponownej mobilizacji, II wojny światowej.

## Historia
Szef Sztabu Generalnego Wojska Polskiego, generał Stanisław Szeptycki swoim rozkazem nr 80 z 27 grudnia 1918 nakazał sformować w Warszawie pociągi pancerne od Nr 11 do Nr 15 włącznie, w następującym składzie: jednej lory, trzech wozów armowanych, dwóch wozów dystansowych oraz dwóch osobowych. Blachą pancerzono jedynie stanowiska maszynisty na lokomotywach, wozy bojowe zrobione ze zwykłych otwartych platform, których boczne ściany obłożone były workami z piaskiem. Wśród nich był też powstały na bazie przejętego niemieckiego taboru kolejowego P.P. 11 „Poznańczyk"
. Był to pociąg improwizowany i składał się z wagonów towarowych, uzbrojonych w karabiny maszynowe, wagony osłonięte były betonem i workami z piaskiem.
Po sformowaniu pociąg został skierowany na pomoc powstaniu wielkopolskiemu i w dniu 31 grudnia 1918 wziął udział w walkach o zdobycie Ostrowa Wielkopolskiego, a następnego dnia, 1 stycznia 1919, w zdobyciu Krotoszyna. Po zakończeniu walk w powstaniu wielkopolskim, pociąg został skierowany do Poznania, gdzie w Zakładach H. Cegielskiego został zmodernizowany i uzyskał wyposażenie jak wcześniej sformowany w Poznaniu pociąg pancerny „Danuta”.
W grudniu 1919 roku został skierowany do walki w wojnie polsko-bolszewickiej, gdzie walczył na froncie białorusko-litewskim. W tym okresie został przystosowany do poruszania się po szerszych torach, używanych w Rosji. W sierpniu 1920, w czasie Bitwy Warszawskiej, wspierał oddziały 1 Dywizji Piechoty Legionów. Po zakończeniu bitwy warszawskiej został podporządkowany 2 Armii i wraz z nią walczył na terenie Litwy.
Po zakończeniu działań bojowych w 1921 roku, został ponownie zmodernizowany w Zakładach H. Cegielskiego w Poznaniu, gdzie m.in. otrzymał nowe wagony artyleryjskie. Wtedy też otrzymał nazwę pociąg pancerny nr 9 „Poznańczyk”.
W 1924 roku został zdemobilizowany i zakonserwowany. Stanowił rezerwowy sprzęt dla szkolnego dywizjonu pociągów pancernych w Legionowie, który w późniejszym okresie otrzymał nazwę 1 dywizjonu pociągów pancernych.
Został zmobilizowany w sierpniu 1939 roku, w 1 dywizjonie pociągów pancernych i przemianowany na pociąg pancerny nr 12. We wrześniu 1939 roku był uzbrojony w 2 haubice 100 mm, 2 armaty 75 mm i 22 ckm-y.

## Udział w walkach w kampanii wrześniowej
Po zmobilizowaniu w sierpniu 1939 roku pociąg pancerny nr 12 został podporządkowany Armii „Poznań”, a 31 sierpnia 1939 roku rozkazem dowódcy armii został podporządkowany 56 pułkowi piechoty z 25 Dywizji Piechoty, który obsadzał podejście w rejonie Krotoszyna.
Wczesnym rankiem 1 września pociąg przejechał do Krotoszyna skąd został skierowany na odcinek Zdun. Odcinek ten był atakowany przez niemiecki 183 pułk Landwehry. Pociąg wsparł I batalion 56 pułku i wsparcie ogniowe przyczyniło się do odparcia ataku; wysadzono obiekty przeznaczone do zniszczenia, w tym wiadukt na trasie Zduny – Krotoszyn. Później pociąg dozorował linię kolejową Krotoszyn – Rawicz i działał jako artyleria bezpośredniego wsparcia w działaniach bojowych o Rawicz. Wieczorem patrolował tory na trasie Bożacin – Wolenice i osłaniał odejście 56 pułku na Prosny. 2 września pociąg dotarł do Jarocina, gdzie został podporządkowany Wielkopolskiej Brygady Kawalerii, tego dnia pociąg patrolował tory od Krotoszyna do Gostynia.
3 września 1939 roku dozorował podejścia do mostów na Warcie koło Nowego Miasta. Od 4 września wykonywał wypady rozpoznawcze z Nowego Miasta w kierunku Jarocina. 5 września pociąg dostał rozkaz wycofywania się na Warszawę. 6 września został skierowany do Kutna, a 7 września za Łowiczem został unieruchomiony w zatorze pociągów ewakuacyjnych, sięgającym od Sochaczewa do Błonia.
Rankiem 9 września pod Leonowem zniszczył swoim ogniem 7 pojazdów niemieckich z 23 Dywizji Piechoty. Niemcy podciągnęli wtedy artylerię i wzniecili pożar w jednym z wagonów. Pociąg zawrócił do Błonia i próbował przejechać do Warszawy. W rejonie Ołtarzewa, gdzie napotkano elementy 4 Dywizji Pancernej, nie mogąc sobie wywalczyć drogi w żadnym kierunku, załoga na rozkaz dowódcy, po uprzednim jego zniszczeniu, opuściła pociąg. Część żołnierzy z obsady pociągu przedostała się do Warszawy, gdzie weszli w skład batalionu ochrony mostów.

## Kadra pociągu pancernego „Poznańczyk”

### Dowódcy
- ppor. Szlagowski (1918-1924)
- kpt. Kazimierz Majewski (1939)[3] – ofiara zbrodni katyńskiej (Charków)

### Zastępcy dowódcy
- por. art. Tadeusz Lajourdie

## Organizacja pociągu pancernego nr 12
- dowódca pociągu,
- poczet dowódcy (a w nim: patrol sanitarny, sekcja łączności, sekcja ruchu, załoga zapasowa, tabor kolejowy),
- drużyna gospodarcza,
- dwa plutony ogniowe (każdy w składzie: dwa działony, 7 obsług ckm),
- pluton wypadowy (a w nim: dwa patrole drogowo-minerskie, 4 obsługi ckm, drużyna strzelców),
- pluton drezyn pancernych (dwa półplutony, tworzące dwa zespoły drezyn),
- pluton techniczny w składzie: drużyna techniczna (z patrolem telegraficzno-telefonicznym i załogą zapasową), tabor kolejowy, drużyna warsztatowa[8].

## Stan etatowy pociągu pancernego nr 12
- stan osobowy: 9 oficerów, 60 podoficerów, 115 szeregowych. Razem 184 żołnierzy.
- sprzęt pancerny: (skład bojowy) 1 parowóz opancerzony typu Ti3 nr 16, 2 bliźniacze wagony artyleryjskie czteroosiowe typu II nr 699051, 699052 każdy uzbrojony   w 1 armatę kal. 75 mm wz. 02/26, 1 haubicę kal. 100 mm wz. 1914/19A i 9 ckm wz. 1908, 1 wagon szturmowy typu "warszawskiego" nr 620651. 2 platformy Pdks, w plutonie drezyn pancernych na prowadnicach 2 czołgi lekkie Renault FT i 5 tankietek TKS[9].
- samochody: 1 osobowy, 2 terenowe, 1 furgon.
- tabor szynowy: 1 parowóz, 2 wagony osobowe, 17 wagonów krytych, 1 wagon węglarka, 1 cysterna wodna, 1 wagon-warsztat, 2 platformy bojowe i 3 platformy.
- pojazdy pomocnicze – 3 motocykle z przyczepką.
- czołgi – 5 rozpoznawczych i 2 lekkie wolnobieżne.
- uzbrojenie – 67 kbk z bagnetem, 105 pistoletów, 107 bagnetów, 2 haubice 100 mm wz. 14/19P, 2 armaty 75 mm wz. 02/26, 2 armatki 37 mm wz. 18, 20 ckm, 8 rkm.[8]

### Skład i uzbrojenie pociągu pancernego nr 12 w 1939 roku
Skład bojowy
- parowóz pancerny serii Ti3
- 2 wagony artyleryjskie
- 1 wagon szturmowy
- 2 platformy

Skład gospodarczy
Skład bojowy pociągu był uzbrojony w:
- 2 haubice wz. 14/19P kal. 100 mm (po 1 w każdym wagonie artyleryjskim)
- 2 armaty wz. 02/26 kal. 75 mm (po 1 w każdym wagonie artyleryjskim)
- 12 ciężkich karabinów maszynowych wz. 08 (Maxim) kal. 7,92 mm (po 4 w wagonach artyleryjskich i szturmowym)
- 2 drezyny pancerne torowo-terenowe typu „R” (czołg FT-17 na prowadnicach szynowych) – w plutonie drezyn pancernych
- 4 drezyny pancerne torowo-terenowe typu „TK” (tankietki TK/TKS na prowadnicach szynowych) – w plutonie drezyn pancernych

Załoga liczyła około 190 ludzi.